# Elza Paxeco
Elza Fernandes Paxeco (São Luís, 6 de Janeiro de 1912 — Lisboa, 28 de Dezembro de 1989) foi professora, filóloga e escritora.

## Biografia
Filha de Fran Paxeco, cônsul de Portugal no Maranhão e na Grã-Bretanha, e de Isabel Eugénia de Almeida Fernandes Paxeco, casada com o filólogo português José Pedro Machado. Prima do jornalista Óscar Paxeco.
Estudou no Brasil, na França, na Grã-Bretanha, nas Universidades de Gales, Londres e Lisboa os cursos de Filologia Românica e Germânica (em que foi aprovada com Honours Summa cum Laudes) e Língua e Literatura Inglesa (Master of Arts), facto raro na época, sendo a segunda pessoa a consegui-lo. 
Primeira senhora doutorada pela Faculdade de Letras da Universidade de Lisboa (1938), com aprovação por unanimidade, onde veio a ensinar, como leitora de francês, tendo leccionado igualmente as cadeiras de Literatura Francesa e de Língua e Literatura Inglesas. 
Estagiou no Liceu de Pedro Nunes em 1938-1939. 
Exerceu de Fevereiro de 1940 a Outubro de 1948: o facto de ser perseguida, e ter recebido uma "bola preta" no seu exame para o cargo de professor agregado, destinado de antemão a um colega homem, embora menos qualificado na época, pois num mundo de homens, ainda se olhava de revés para as senhoras, fez com que apresentasse a exoneração do cargo, alegando a responsabilidade dos filhos.
Fez parte de júris de admissão ao Ministério dos Negócios Estrangeiros.
Representou em Portugal a Associação das Academias Brasileiras de Letras, tendo sido eleita sócia correspondente da Academia Maranhense de Letras, cadeira nº 5, cadeira hoje ocupada por sua filha, Maria Rosa Pacheco Machado.
Publicou com seu marido, José Pedro Machado, e sem nenhum apoio, o Cancioneiro da Biblioteca Nacional, 1949-1964.
Sócia Efectiva da Sociedade de Geografia de Lisboa, eleita em sessão de 27 de Fevereiro de 1964.
Patrono da cadeira nº 92, da Academia Poética Brasileira.
Deixou colaboração dispersa por numerosas publicações nacionais e estrangeiras de entre as quais se destacam as revistas da Faculdade de Letras de Lisboa, Brasília, de Coimbra, Revista das Academias Brasileiras de Letras, do Rio de Janeiro, Revista de Portugal, Ocidente e outras.

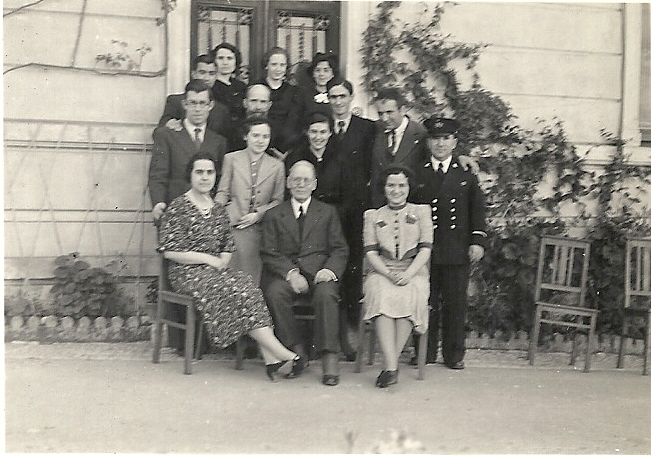
Centro de Estudos Filológicos (1937). David Lopes (ao centro), o mestre de árabe; Elza Fernandes Paxeco (sentada, à direita); José Pedro Machado (à esquerda, de óculos).